# روتیگاپتید
روتیگاپتید (به انگلیسی: Rotigaptide) یکی از داروهای ضد آریتمی با شناسه پاب‌کم ۹۹۳۸۹۳۳ است.